# Janesch Péter
Janesch Péter (Budapest, 1953. november 7.) Ybl Miklós-díjas és Molnár Farkas-díjas magyar építész.

## Élete
A Magyar Iparművészeti Főiskola belsőépítész szakán tanult 1973-tól, mestere Reimholz Péter volt. 1982-ben  a Római Katolikus Hittudományi Akadémia, 1984 és 1986 között a MÉSZ Mesteriskola VIII. ciklusának hallgatója, mestere: Janáky István. 
1986-1988 között a Mesteriskola demonstrátora, 1996–2000-ben vezető építész ugyanitt. 1986-1987-ben a Budapesti Műszaki Egyetem Középülettervezési Tanszéken, 1987-1989-ben  a Magyar Iparművészeti Egyetem Mesterképző Intézetében meghívott oktató. 
1987-ben kapott É-1 építész vezető tervező minősítést. 1989-ben megalapította az építésztervezéssel, fővállalkozású kivitelezéssel és terápiás gondozással foglalkozó J. B. A.-t. 1990-1991-ben ösztöndíjjal egy évet Japánban töltött, a Tokai Egyetemen kutatott.
2004-ben a Velencei Építészeti Biennále magyar pavilonjának kurátora, ebben az évben kapott Ybl Miklós-díjat. 2005-ben szerzett DLA fokozatot. 2007-ben létrehozta a TEAM 0708 Építészirodát, 2008-ban a BP-Robin Közhasznú Társaságot, 2009-ben a TEAM 0910 Építészirodát. 2011. április 30-i hatállyal lemondott építészkamarai tagságáról. 
Számos tervpályázaton vett részt és nyert. 2007-ben Kengo Kuma japán építésszel közösen készített terve első díjat kapott a budapesti kormányzati negyed felépítésére kiírt nemzetközi tervpályázaton. A továbbdolgozott terv 2008-ban európai fődíjat nyert 331 induló előtt a svájci Holcim-díj a Fenntartható Építészetért versenyén (Holcim Foundation for Sustainable Construction). 2009-ben Budapestért díjat,  2011-ben Molnár Farkas-díjat kapott. 2014-2015-ben a Moholy-Nagy Művészeti Egyetem Doktori Iskolájának oktató-programvezetője. 
Munkáit több kiállításon mutatta be, 1980-1982 között látványterveket készített Xantus János három filmjéhez. 2016-tól a Széchenyi Irodalmi és Művészeti Akadémia rendes tagja.

## Kiállításai
- 1982 - Építészeti tendenciák Magyarországon 1968-1981, Óbuda Galéria, Budapest
- 1984 - Fiatal Építészek '84, Nemzeti Galéria, Budapest
- 1985 - Fotó-Építészet, Vármúzeum, Esztergom
- 1986 - Collegium Hungaricum, Bécs, Ausztria
- 1988 – A bécsi Messepalast pályázati terve, Tölgyfa Galéria, Budapest (Janáky Istvánnal)
- 1989 - Munkák, Tölgyfa Galéria, Budapest
- 1997 - Az Új Nemzeti Színház Tervpályázat díjazott tervei, Várszínház, Budapest
- 1998 - A Fővárosi Levéltár épületének építészeti kialakítása tervpályázat tervei, Városháza, Budapest
- 1999 - Baustelle: Ungarn Neuere Ungarische Architektur, Akademie der Künste, Berlin
- 1999 - Szentendrei köztemető kialakítása, PMMK, Szentendre
- 2001 – Perbál vagy perzsavásár, N&n galéria, Budapest (Karácsony Tamással)
- 2003 - Magház - Elvették, N&n Galéria, Budapest
- 2003 - Egy-ház, Építészet-Város-Média, Trafó galéria, Budapest
- 2004 - Széptől szépig (és vissza), 9. Magyar Építészeti Kiállítás, velencei biennále magyar pavilon, kurátor
- 2004 - 3 kiállítás 4 kurátor, N&n galéria, Budapest
- 2005 - 55 posztamens, N&n Galéria, Budapest
- 2007 - HA!! - meg nem épült Magyarország, Körzőgyár Galéria, Budapest
- 2008 - 100 szoba - 100 makett, Kortárs Építészeti Központ, Kormányzati Negyed
- 2009 - Deadline Today 99+ stories on making architectural competitions, Architektzentrum, Wien

## Írásai
- Amely előtt állunk, MÉ, 1989/1-2.
- Miért úgy – miért így, Új Magyar Építészet, 1998/2.
- Janáky István - Kiállítás megnyitó, Műcsarnok - Dorottya Galéria, 1998
- Eltűnni? Nevet vetni?   Displace, katalógus-szöveg  ICA, Dunaújváros, 1999
- A tapinthatatlan valóság - Tapsolok a hálón  Arc 2, 1999
- Ha az erdőben egy hat láb hosszú és három láb széles halomra találunk   Jovánovics György: Bagatell – kiállítás-megnyitó, N&n Galéria, 2001, Beszélő, 2001-7-8
- Széptől szépig (és vissza) 9. Nemzetközi Építészeti Kiállítás, Velencei Biennále Magyar Pavilon, 2004. 09. 09–2004. 11. 07.; kurátor, szerk. Janesch Péter; Műcsarnok, Bp., 2004 / From beauty to beauty and back again. Exhibition in the Hungarian Pavilion of the Venice Biennial at the 9th International Architecture Exhibition, 12. 09. 2004–07. 11. 2004. / Dal bello al bello (e ritorno). Mostra al Padiglione di Ungheria della Biennale di Venezia alla 9a Mostra internazionale di architettura, 09. 09. 2004–07. 11. 2004.
- Menekülés a homlokzat elől, MTA/SZIMA székfoglaló, 2017

## Díjai
- Figyelő Építészeti díj, (2002)
- Ybl Miklós-díj, (2004)
- Holcim Awards for Sustainable Construction, Archiválva 2017. november 15-i dátummal a Wayback Machine-ben[1] Európai regionális döntő, aranyérem (2008)
- Budapestért díj, (2009)
- Molnár Farkas díj, (2011)

## Munkái
2015
- Inside Out – Offer Up  OFF-Biennále performansz Archiválva 2017. november 15-i dátummal a Wayback Machine-ben

2010
- Belgrád, Tudományos Ismeretterjesztési Központ Tervpályázat,  (munkatársak: Romvári Péter, Kund Iván Patrik, Fehér Zsombor)

2009
- Holcim Global - Contextual New Urban Quarter aka Government Quarter, (munkatársak: Kund Iván Patrik, Lepsényi Imre, Mészáros Judit, Szabó Péter, Török Tamás, Szemerey Samu, Péczeli Márk)
- Perbál, családi ház, (munkatársak: Zatykó Krisztina, Zombor Gábor)
- Nowy Teatr, Varsó - színház tervpályázat (munkatársak: Kund Iván Patrik, Romvári Péter, Karácsony Tamás)

2008
- Holcim Awards for Sustainable Construction Europe - első dij, (munkatársak: Alexa Zsolt, Bernard Bea, Rabb Donát, Schreck Ákos, Szentirmai Tamás, Vági János, Kund Iván Patrik, Lepsényi Imre, Mészáros Judit, Szabó Péter Török Tamás és a japán Kengo Kuma and Associates)

2007
- Budapest, Kormányzati negyed tervpályázat - első díj, - Alexa Zsolt, Bernard Bea, Rabb Donát, Schreck Ákos, Szentirmai Tamás, Vági János és a japán Kengo Kuma and Associates iroda[2]

2006
- Székesfehérvár, Új belváros - beépítési koncepció (munkatárs: Klimaj Lívia, Répás Ferenc)

2005
- Magdolna utcai társasház és orvosi rendelő - (munkatárs: Klimaj Lívia, Szentirmai Tamás)

2003
- Budapest, XI. Somlói út 64-68., társasházak - Almer O., Janáky I., Zombor G. – beépítési tanulmányterv
- Budapest, VII. Mozsár u. 10., társasház - Almer O.- beépítési tanulmányterv
- Budapest, VII. Nagymező u. 5., társasház - Almer O. – beépítési tanulmányterv
- Budapest, Veronika u. terv + kivitel
- Erdőbénye, Béres-borászat, meghívásos tervpályázat - Janáky I.
- Budapest, Virágárok u. terv + kivitel
- Békásmegyer, üzletház, meghívásos tervpályázat - Karácsony T., Nagy B.
- Budapest, XVIII. 40 fős Gyermekotthon, tervpályázat - Karácsony T. Zombor G.
- Budaörs – Városháza bővítése, tervpályázat - Karácsony T., Kovács M., Zombor G.
- Budapest, XIII. Duna Bay 37., 38., 39. sz. telkek – 127.000m2 lakás-iroda engedélyezési tervei – Karácsony T., Zombor G., Borsay A., Herczeg L., Szokolyai G.
- Budapest, IX. Páva u. Holokauszt áldozatok emlékfala – meghívásos pályázat

2002
- Budapest, Magház-3, VIII. Kis Stáció u., Kisfaludy u., Boór A., Kern O., Klobusovszk P. – építési engedélyek Zombor G.
- Budapest, XI. Somlói út 64-68., társasházak, Janáky I., Zombor G. – beépítési tanulmányterv

2001
- Esztergom, Mindszenty Iskola továbbépítés tanulmány - Karácsony T., Szalai T, Klobusovszki P., Zombor G.
- Esztergom, Mindszenty Iskola, tornaterem eng. terv - Szalai T, Klobusovszki P.
- Paks, városközpont tervpályázat Karácsony - Boór A., Kern O., Klobusovszki P., Zombor G.
- Esztergom, Városháza I. emelet eng. terv - Karácsony T., Zombor G.
- Budapest, Magház-3, Kis Stáció u., Kisfaludy u. - Boór A., Kern O. elvi építési engedélyek

2000
- Budapest, Római part, üdülő átalakítása, vázlatterv - Karácsony, Klobusovszki P.
- Sopron, Lehár úti beépítés, Vázlatterv, elvi engedély - Karácsony T., Kern O., Klobusovszki P.
- Budafok – központ, ajánlati terv - Karácsony T.
- Budapest, Új Nemzeti Színház tervpályázat - Karácsony, Klobusovszki P.
- Balatonfüred, kikötő és környéke rendezése, tervpályázat - Karácsony T., Szalai T., Klobusovszki P., Zombor G.
- Budapest, HVG irodaépület, meghívásos tervpályázat - Janáky I.

1999
- Szentendrei temető és ravatalozó, meghívásos tervpályázat - Karácsony T.
- Dzsámi, török-fürdő és vendégház, Esztergom – elvi eng. terv - Karácsony T.
- Balatonfüredi móló környéke meghívásos ötletpályázat - Karácsony T.
- Időképek – kiállítás a Néprajzi Múzeumban Kis P. koncepció, installáció terv

1998
- Széher út 64., családi ház
- Fővárosi Levéltár, tervpályázat - Karácsony T.
- Helytartói palota, Hajógyári sziget, meghívásos tervpályázat - Karácsony T.

1997
- Budapest, Nemzeti Színház Építészeti kialakítása, tervpályázat - Karácsony T.
- Costantini Múzeum, Buenos Aires, Argentína, tervpályázat - Karácsony T.
- Egy-ház (Az együttműködés háza), Shinkenchiku, Japán tervpályázat - Jovánovics Gy.
- Perbál, Gyermekotthon, második ütem, terv + kivitel / J.B.A. Karácsony T.

1996
- Szada, családi ház terv Torday K.
- Hatos Rétes terv + kivitel / J.B.A. Karácsony T.
- Gödöllő, Park Centrum beépítési javaslat Karácsony T.
- Hypo Bank, Budapest, meghívásos tervpályázat Karácsony T.

1995
- Budapesti Fesztiválzenekar próbaterme – felújítás, átalakítás terv + kivitel / J.B.A.
- Szilas-park beépítés pályázat Karácsony T. Torday K.

1994
- adidas Budapest, Váci u. 24. bemutatóterem, irodák terv + kivitel / J.B.A.
- adidas Budapest, Törökbálint – raktárépület terv Torday K.

1993
- Merlin színház – átalakítási tervpályázat - Torday K.
- Stuttgart-PAKO iroda, apartman terv + kivitel / J.B.A. Karácsony T.
- Budapest III. Selmeci u. 14-16. Budapesti Fesztiválzenekar próbatermei terv + kivitel / J.B.A.
- Perbál, Fő u. 1. Gyermekotthon tervei - Karácsony, Torday K.
- Katona József Színház, iroda-átalakítás terv + kivitel / J.B.A.

1992
- adidas Budapest, Váci u. 24. irodák terv + kivitel / J.B.A.
- Desitin GmbH. Hamburg iroda Bp. V. Váci u. 36. terv + kivitel / J.B.A.
- Budapest XI. Pajkos u. 14. családi ház, iroda, terv + kivitel / J.B.A.
- adidas Budapest, V. Petőfi tér 3. raktár kivitel / J.B.A.

1990
- adidas Budapest, XIII. Váci út 10-12.terv + kivitel / J.B.A.
- Hegymagas, nyaraló terve, átalakítás - Makk A.

1989
- Szigetszentmiklós, 120 ágyas szálloda

1988
- Wilkhahn szék-pályázat
- adidas Budapest Bp. V. Váci u. 24. irodaterv + kivitelezés
- Messepalast múzeum – meghívásos tervpályázat Janáky I.

1987
- Bp. V. Belgrád rkp. 15. Ügyvédi iroda terv + kivitelezés
- Birmingham, Iskola – tervpályázat Karácsony T.

1986
- Encs – Közösségi ház tervpályázat Ágó M.
- Berlin bútorcsalád terve, Szatmár Bútorgyár
- Csepel, Csillagtelep tanulmányterve, tervpályázat Balázs M., Karácsony T., Somogyi.Soma K.

1985
- Dobogókő – Királyrét tervpályázat - Karácsony T.
- Edelény tervpályázat - Karácsony T.

1984
- Piliscsaba, 1033 hrsz., műterem-lakás
- Budapest XII. Lékai tér 25-26 társasházak terve
- Shinkenchiku Üvegtorony tervpályázat
- Békásmegyer 84 tervpályázat, Fű-les
- Gyula, Szabadságtér tervpályázat Karácsony T.
- Tállya, Postamúzeum és kis-szálloda tervpályázat

1983
- Budapest XII. Nárcisz u. – átrium-házak vázlattervei

1982
- BBS Tüdős Dávid kisjátékfilm látványtervek Xantus J.
- Disznófő étterem kiviteli tervek Balogh E:
- Egri temető tervpályázat Nagy S.

1981
- Bp . XII. Szilassy út Disznófő étterem és turistaház terv

1979
- Fénycső lámpatestek terv Reimholz P.

1978
- OISTT Nemzetközi színház-pályázat,  Színház-rezervátum - Rész I., Molnár G., Najmányi László, Vető János
- Földi megfigyelőállomás
- Iparművészeti Főiskola Diplomaterv - Reimholz P.

1977
- Szabadtéri mozi + szék terv

1976
- Csobánka, ravatalozó - Reimholz P.

## Díszlettervezői munkái
- Diorissimo kisjátékfilm, Rendező Xantus János, gyártó BBS
- Női kezekben kisjátékfilm, Rendező Xantus János, gyártó BBS (1980)
- Csodálatos énekes, Rendező Xantus János, gyártó BBS – MTV (1981)

## Külső hivatkozás
- Építészfórum  2003-2016
- Trānspārēntem Protocol 2014 Archiválva 2017. november 16-i dátummal a Wayback Machine-ben
- Holcim Awards  2008 Archiválva 2010. szeptember 24-i dátummal a Wayback Machine-ben
- Team 0910  2009
- Velencei biennále 2004